# 9M133 Kornet
9M133 Kornet (tiếng Nga: "Корнет"; tiếng Anh: Cornet, tiếng Việt: kèn cocne) là một tổ hợp tên lửa chống tăng (ATGM) của Nga. Đây là một loại ATGM hạng nặng dự định sẽ thay thế những thế hệ tên lửa chống tăng đã lỗi thời trong trang bị của quân đội Nga. 9M133 được thiết kế để tiêu diệt các thế hệ xe tăng chiến đấu chủ lực thế hệ hiện nay và tương lai và cũng có thể sử dụng để tiêu diệt các mục tiêu bay thấp và chậm như trực thăng. Tên lửa mang tên định danh GRAU là 9M133 và tên ký hiệu NATO là AT-14 Spriggan.

## Miêu tả
Đạn tên lửa 9M133 có tốc độ siêu âm và tầm bắn từ 100 đến 5500 mét (3500 mét nếu bắn trong đêm), các loại đạn tên lửa cải tiến có thể đạt tầm bắn tới 8.000-10.000 mét, cho phép tiêu diệt mục tiêu ở cự ly khá xa. Đạn được đẩy đi bởi một động cơ phản lực nhiên liệu lỏng.
Kornet sử dụng hệ thống điều khiển laser SACLOS (người Nga gọi là hệ thống điều khiển vô tuyến bán tự động bám sát đạn bằng hồng ngoại dùng phương pháp bắn 3 điểm, hay ngắn là hệ thống điều khiển bán tự động). Tia laser được chiếu đến mục tiêu bởi xạ thủ, mục tiêu cần phải liên tục được chiếu tia laser và một cảm biến ở phía sau cho phép tên lửa lái bám theo chùm tia laser để lao trúng mục tiêu. Hệ thống điều khiển bám chùm laser có thể chống được các biện pháp chế áp điện tử của đối phương, nhiễu thụ động và chủ động, và hoạt động trong mọi điều kiện thời tiết, ngày hoặc đêm. Mỗi đạn tên lửa mang một đầu đạn liều nổ kép HEAT với khả năng xuyên giáp RHA 1000–1200 mm ở sau giáp phản ứng nổ (ERA), ngoài ra có thể dùng đầu đạn nhiệt áp để tiêu diệt các mục tiêu giáp mỏng, công sự và binh lực đối phương
Các xạ thủ có kỹ thuật tốt thì có thể bắn theo chiến thuật phóng tên lửa lên cao rồi mới chiếu laser để tên lửa lao xuống theo góc chéo (thay vì phóng ngang như bình thường). Khi đó quả tên lửa Kornet sẽ lao vào nóc của mục tiêu, đây là nơi lớp vỏ giáp mỏng nhất nên xác suất diệt mục tiêu sẽ rất cao. Đây còn được gọi là chế độ tấn công đột nóc (Top Attack).
Phiên bản mới nhất là 9M133M Kornet-M, có tầm bắn xa hơn (đạt tới 8–10 km), đầu đạn cải tiến, và cải tiến lớn nhất là thiết bị theo dõi mục tiêu tự động (nghĩa là sau khi phóng tên lửa thì xạ thủ không cần tự tay điều khiển thiết bị chiếu laser nữa, mà thiết bị sẽ tự động theo dõi và chiếu laser bám theo mục tiêu để lái tên lửa đánh trúng đích). Với thiết bị này, Kornet-M sẽ có khả năng bắn và quên giống như tên lửa FGM-148 Javelin của Mỹ, nhưng giá sẽ rẻ hơn nhiều lần (vì đầu dò chủ động đắt tiền của Javelin được gắn vào tên lửa nên chỉ dùng được 1 lần, còn thiết bị theo dõi tự động của Kornet-M được gắn vào bệ phóng nên có thể dùng liên tục trong nhiều năm). Để so sánh, năm 2019, mỗi quả tên lửa Javelin xuất khẩu có giá tới 240.000 USD, trong khi mỗi quả Kornet chỉ có giá khoảng 26.000 USD.
Đạn tên lửa 9M133 cùng với giá phóng ba chân 9P163-1 và kính ngắm ảnh nhiệt 1PN79-1 tạo nên tổ hợp tên lửa 9K123, 9K123 có thể mang và sử dụng bởi một tổ chiến đấu gồm hai người.
Ngoài phiên bản mang vác cho bộ binh, còn có hệ thống 9K133 được gắn trên các xe đặc chủng khác như một gói nâng cấp hoặc hệ thống vũ khí bổ sung. 9K133 được trang bị trên xe chiến đấu bộ binh BMP-3 hoặc hệ thống tên lửa chống tăng có điều khiển tự hành 9P163M-1, có chức năng tương tự như tổ hợp tên lửa chống tăng tự hành 9M123 Khrizantema. Hệ thống 9P163M-1 mang hai tên lửa 9M133 trên rãnh phóng có thể gập vào khi di chuyển. Đạn tên lửa được nạp tự động nhờ máy nạp đạn tự động, ngay sau khi phóng loạt 2 đạn tên lửa, cần ống phóng sẽ đưa ống phóng rỗng về vị trí nhận nạp đạn tự động trên nóc xe để máy nạp tự động tiếp đạn với loại đầu nổ được chọn tương ứng, hệ thống này mang theo 16 đạn tên lửa cất trong máy nạp. Hệ thống cũng được trang bị hệ thống phòng hạt nhân - sinh - hóa (NBC) ngoài các loại giáp bảo vệ đã có sẵn trên khung gầm xe BMP-3. Hệ thống điều khiển của 9P163M-1 cho phép hai tên lửa được bắn cùng lúc vào một mục tiêu để tăng xác suất tiêu diệt, các tên lửa được điều khiển ở các kênh khác nhau.
Phòng thiết kế công cụ KBP cũng chào hàng hệ thống 9K133 như một phần của KVARTET trang bị cho các xe đặc chủng và tàu chiến, hệ thống có 4 tên lửa sẵn sàng trên rãnh phóng kết hợp với hệ thống ngắm bắn và điều khiển, tất cả được đặt trong một ụ. Ụ tên lửa này có đủ không gian để thêm vào 5 đạn tên lửa và được vận hành chỉ bởi một người, hệ thống điều khiển cũng cho phép hai đạn tên lửa được bắn đi cùng một lúc. Một khả năng nâng cấp khác là ụ pháo và tên lửa KLIVER, được xem như một tùy chọn nâng cấp cho dòng xe BTR, BMP-1 và tàu tuần tra. Nó có khả năng tương tự như ụ KVARTET nhưng có thể mang một pháo 30 mm 2A72, trọng lượng của ụ là 1500 kg. Cuối cùng là 9M133 được trang bị cho ụ nâng cấp BEREZHOK do KBP chào hàng.

## Lịch sử chiến đấu
Trong cuộc xâm lược Iraq 2003, các tên lửa Kornet có thể đã được lực lượng Iraq sử dụng đến tiêu diệt các xe tăng M1 Abrams của Mỹ. GlobalSecurity.org tuyên bố có ít nhất hai chiếc M1 Abrams và một chiếc M2 Bradley đã bị tiêu diệt bởi tên lửa Kornet.
Việc xác minh quá trình sử dụng tên lửa Kornet trong Chiến tranh Lebanon 2006 cũng được thực hiện, trong cuộc chiến này các tên lửa được nói là do Syria cung cấp đã được các chiến binh Hezbollah sử dụng thành công để tiêu diệt và gây hư hại cho các xe tăng Merkava của Israel. Một trong những báo cáo chi tiết của quân đội Israel là về việc thu giữ thành công các tên lửa Kornet tại các vị trí của Hezbollah trong ngôi làng Ghandouriyeh xuất hiện trên Daily Telegraph, ngoài ra còn có báo cáo về hòm đựng có nhãn "Khách hàng: Bộ quốc phòng Syria. Nhà cung cấp: KBP, Tula, Nga" Một vài tháng sau khi ngừng bắn, các báo cáo đã cung cấp đủ bằng chứng hình ảnh về việc Hezbollah sử dụng tên lửa Kornet.
Israel tuyên bố rằng các vũ khí Nga đã được chuyển lậu cho Hezbollah từ Syria, và Israel đã gửi các quan chức đến Moscow đến chỉ cho Nga các bằng chứng mà họ đã tuyên bố. Dù những phủ nhân chính thức ban đầu từ phía các quan chức Nga rằng không có bất kỳ bằng chứng nào chỉ ra việc Hezbollah đang sử dụng Kornet, chính phủ Nga trong thực tế đã siết chặt quản lý đối với các vũ khí do Nga chế tạo được xuất khẩu đến các quốc gia khác, ám chỉ rằng chuyến viếng thăm của phái đoàn Israel did bear fruit, là dù nó có thể không có gì để làm với Kornet.
Trong chiến tranh Nga-Ucraina 2022, Kornet đã chứng minh rằng nó có khả năng tiêu diệt các loại xe tăng hiện đại nhất của phương Tây như M1 Abrams, Challenger 2, Leopard 2A6 chỉ bằng 1 phát bắn trúng đích.

## Phát triển
Kornet được tiết lộ lần đầu vào tháng 10-1994 bởi phòng thiết kế công cụ KBP. Tên lửa được bắt đầu phát triển vào năm 1988 với kết cấu khối, tổ hợp này có thể tiêu diệt mọi mục tiêu, sử dụng một hệ thống dẫn đường chùm laser tin cậy đã được đơn giản hóa cho việc sử dụng. Đây là loại ATGM hạng nặng dự định thay thế tổ hợp tên lửa chống tăng 9K111 Fagot (NATO: AT-4 Spigot) và 9K113 Konkurs (NATO: AT-5 Spandrel) dẫn bắn bằng dây SACLOS được đặt trên cả xe chiến đấu hoặc gá ba chân. Tên lửa chống tăng này được trang bị cho Quân đội Nga vào năm 1994, bản xuất khẩu có tên gọi là Kornet-E .

## Các biến thể
- 9M133-1 - đạn tên lửa 9M133 với đầu nổ liều kép HEAT.
- 9M133F-1 - đạn tên lửa 9M133 với đầu nổ nhiệt áp.

## Quốc gia sử dụng
- Algeria - 218 tên lửa đặt hàng vào năm 2006[19]
- Hy Lạp - 196 cơ cấu phóng với trên 1100 tên lửa, trang bị năm 2008[20]
- Hezbollah
- Ấn Độ - 250 quả Kornet-E (2008)
- Jordan -
- Syria
- Azerbaijan - 540 quả
- Nga - 2.300 cơ cấu phóng với trên 8000 quả tên lửa (2008)
- Thổ Nhĩ Kỳ - 80 cơ cấu phóng với 800 quả tên lửa đặt mua năm 2008 (thêm +72 cơ cấu phóng khác trong lựa chọn)[21]
- Peru - 20 cơ cấu phóng với 255 quả tên lửa
- Ukraine - thu được chiến lợi phẩm từ Lực lượng vũ trang Nga trong cuộc tấn công vào lãnh thổ Ukraina năm 2022.[22]

## Quốc gia tiềm năng
- Cyprus - Bộ quốc phòng Cyprus - Hy Lạp có dự định đặt mua KORNET (AT-14).[23]
- Venezuela